# Assunção Esteves
Pour les articles homonymes, voir Esteves.
Maria da Assunção Andrade Esteves, née le 15 octobre 1956 à Valpaços, est une juriste et femme politique portugaise, membre du Parti social-démocrate (PPD/PSD) et présidente de l'Assemblée de la République de 2011 à 2015.

## Biographie

### Députée, puis juge constitutionnelle
Elle obtient en 1980 une licence de droit à l'université de Lisbonne.
Lors des élections législatives anticipées du 19 juillet 1987, elle est élue députée du district de Vila Real à l'Assemblée de la République. Le 2 août 1989, elle est désignée, par ses pairs députés, juge au Tribunal constitutionnel ; elle doit alors quitter le Parlement. C'est la première fois qu'une femme intègre cette instance juridictionnelle.
Cette même année, elle passe avec succès une maîtrise de sciences politiques à l'université de Lisbonne, où elle obtient un poste de professeur assistant de droit public, spécialisée en droits fondamentaux et droit constitutionnel.

### Du Parlement national au Parlement européen
Elle quitte la juridiction constitutionnelle le 4 mars 1998 et arrête sa carrière professionnelle l'année suivante. Entre 1999 et 2000, elle siège à la commission politique nationale du Parti social-démocrate, présidé par José Manuel Durão Barroso.
À l'occasion des élections législatives anticipées du 17 mars 2002, elle est investie tête de liste du PPD/PSD dans le district de Vila Real et se fait réélire à l'Assemblée de la République. À l'ouverture de la législature, elle prend la présidence de la commission des Affaires constitutionnelles, des Droits, des Libertés et des Garanties.
Candidate en troisième position sur la liste « Força Portugal » aux élections européennes du 13 juin 2004, elle est élue au Parlement européen et siège à la commission des Affaires constitutionnelles.
Au mois de mai 2006, le président du Parti social-démocrate Luís Marques Mendes la nomme vice-présidente du parti. Elle perd ce poste dès l'année suivante.
Ne s'étant pas présentée devant les électeurs lors du scrutin parlementaire européen du 7 juin 2009, elle est cependant de nouveau candidate aux élections législatives du 27 septembre suivant pour un siège de député, à l'Assemblée de la République portugaise.

### Présidente de l'Assemblée de la République
Réélue à l'issue des élections anticipées du 5 juin 2011, figurant en sixième position sur la liste du district de Lisbonne, Assunção Esteves est désignée, le 21 juin suivant, candidate à la présidence de l'Assemblée de la République, après l'échec de la candidature de Fernando Nobre ; soutenue par le PPD/PSD et le CDS-PP, elle est finalement élue par 186 voix contre 41 abstentions. Première femme élue présidente du Parlement portugais, elle devient de facto le deuxième personnage de l'État. 
Elle préside les travaux du Parlement durant une seule législature ; le 23 octobre 2015, le socialiste Eduardo Ferro Rodrigues, grâce au soutien de la gauche radicale, devient son successeur. Assunção Esteves, pour sa part, met un terme à sa carrière politique.